# Tumba Regolini-Galassi
La tumba Regolini-Galassi es una tumba familiar etrusca localizada en Caere, una antigua ciudad en el centro de la península itálica, a unos 50-60 km al norte/noroeste de Roma. Datada entre los años 650 y 600 a. C., probablemente el 640 a. C. Fue construida por una familia rica, con bronce y joyas de oro etruscas de estilo oriental. La tumba fue descubierta en 1836 en la moderna Cerveteri y recibe el nombre de los excavadores, el general Vincenzo Galassi y el arcipreste de Cerveteri, Alessandro Regolini.